# فال باريتو
فال باريتو هو لاعب كرة قدم برازيلي في مركز الهجوم، ولد في 6 فبراير 1986 في Rio Brilhante, Mato Grosso do Sul ‏ في البرازيل. لعب مع نادي إمبراتريز ونادي كويابا ونادي موجي ميريم ونادي ميراسول.

## وصلات خارجية
- فال باريتو على موقع Soccerway.com (الإنجليزية)